# Weerroutering
Weerroutering is het bepalen van de beste vaarroute voor een schip, rekening houdende met onder andere de weersvoorspelling, zeecondities en het schip zelf. Het doel is de vaartijd te verminderen, veiligheid en comfort te maximaliseren en het brandstofverbruik te minimaliseren. Er wordt dus afgeweken van grootcirkels omdat de kortste weg niet de snelste of beste hoeft te zijn. In de meeste gevallen wordt weerroutering toegepast vanuit een economisch oogpunt, dit omdat het de kosten enorm kan drukken.

## Geschiedenis
In het verre verleden werd weerroutering zwaar beperkt door het gebrek aan weersvoorspellingen op langere termijn en door het afwezig zijn van communicatiemiddelen om informatie door te spelen naar de schepen. Men moest het hebben van terugkomende patronen waarop dit systeem toegepast kon worden. Een welbekend fenomeen, de passaat, is zo'n patroon dat al eeuwen gebruikt wordt.
Benjamin Franklin bracht als eerste de Golfstroom in kaart, hierdoor konden vaartijden tussen Engeland en zijn koloniën met tot 14 dagen verminderd worden. Een andere grote naam voor de weerroutering is Matthew Fontaine Maury. Hij bracht halverwege de 19e eeuw het weer en de stromen van de oceanen in kaart met behulp van scheepslogboeken. Dit bleek een enorme vooruitgang, met name op lange routes waar enorme tijdwinsten geboekt konden worden.

## Tegenwoordig
Door de toenemende automatisatie en goede communicatie kunnen weerrouteringen vandaag de dag veel nauwkeuriger gedaan worden en zelfs een of meerdere keren per dag aangepast worden aan de nieuwste data.
Verscheidene overheden, waaronder de Nederlandse, bieden een weerrouteringsservice aan. Hiernaast zijn er ook ondernemingen die deze service of softwarepakketten aanbieden. Er valt een onderscheid te maken tussen twee systemen: één waarbij de volledige route aan wal berekend wordt, de ander waarbij meteorologische gegevens doorgestuurd worden naar het schip en aldaar de route berekend wordt. De eerste methode heeft het voordeel dat er meer rekenkracht voorhanden is. Bij de tweede kan de kapitein tussenbeide komen en de route aanpassen.